# Schlieffhaus

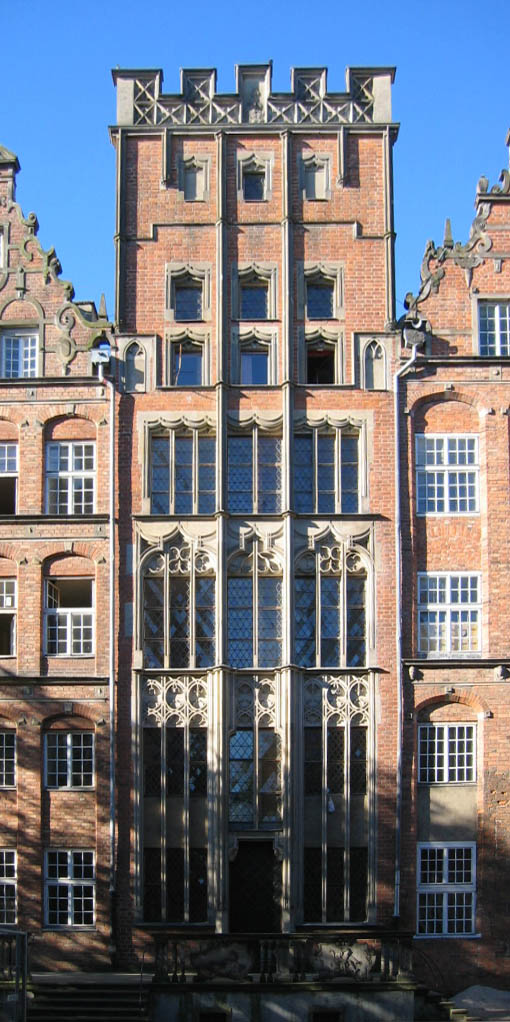
Schlieffhaus in Danzig

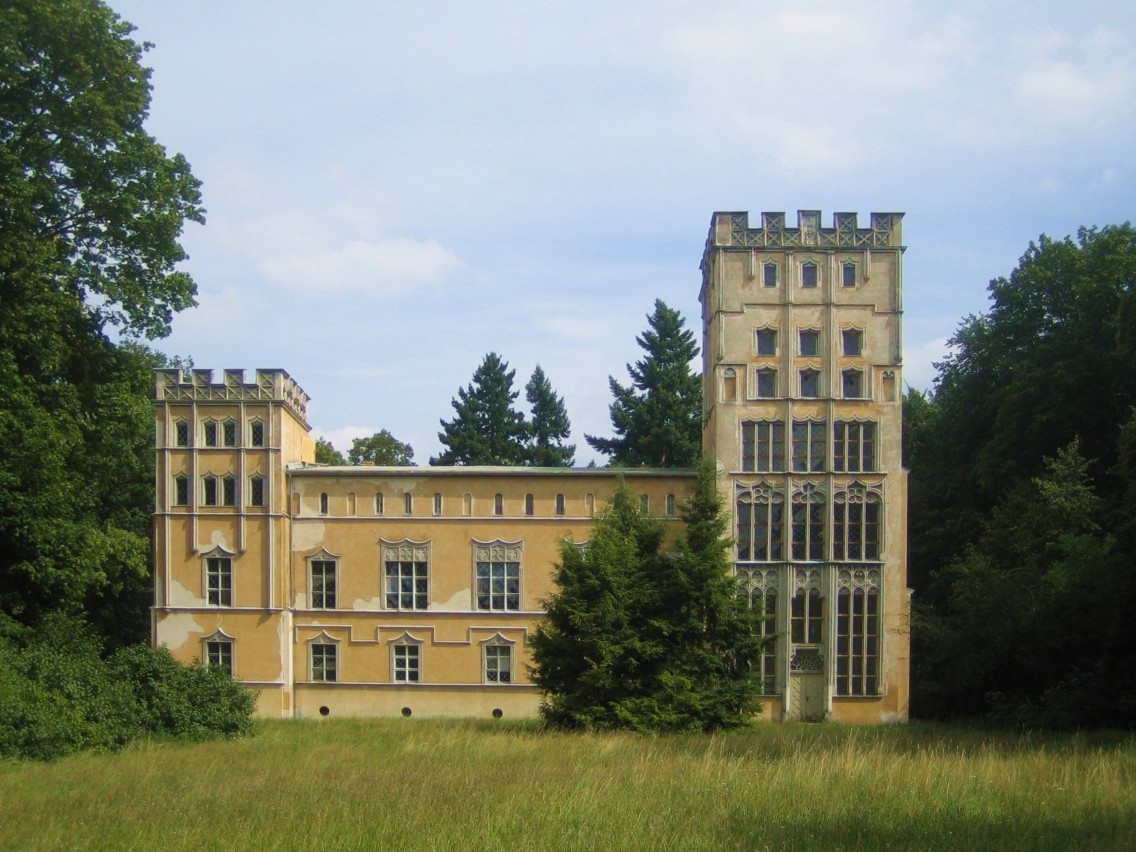
Kavaliershaus auf der Pfaueninsel in Berlin-Wannseel

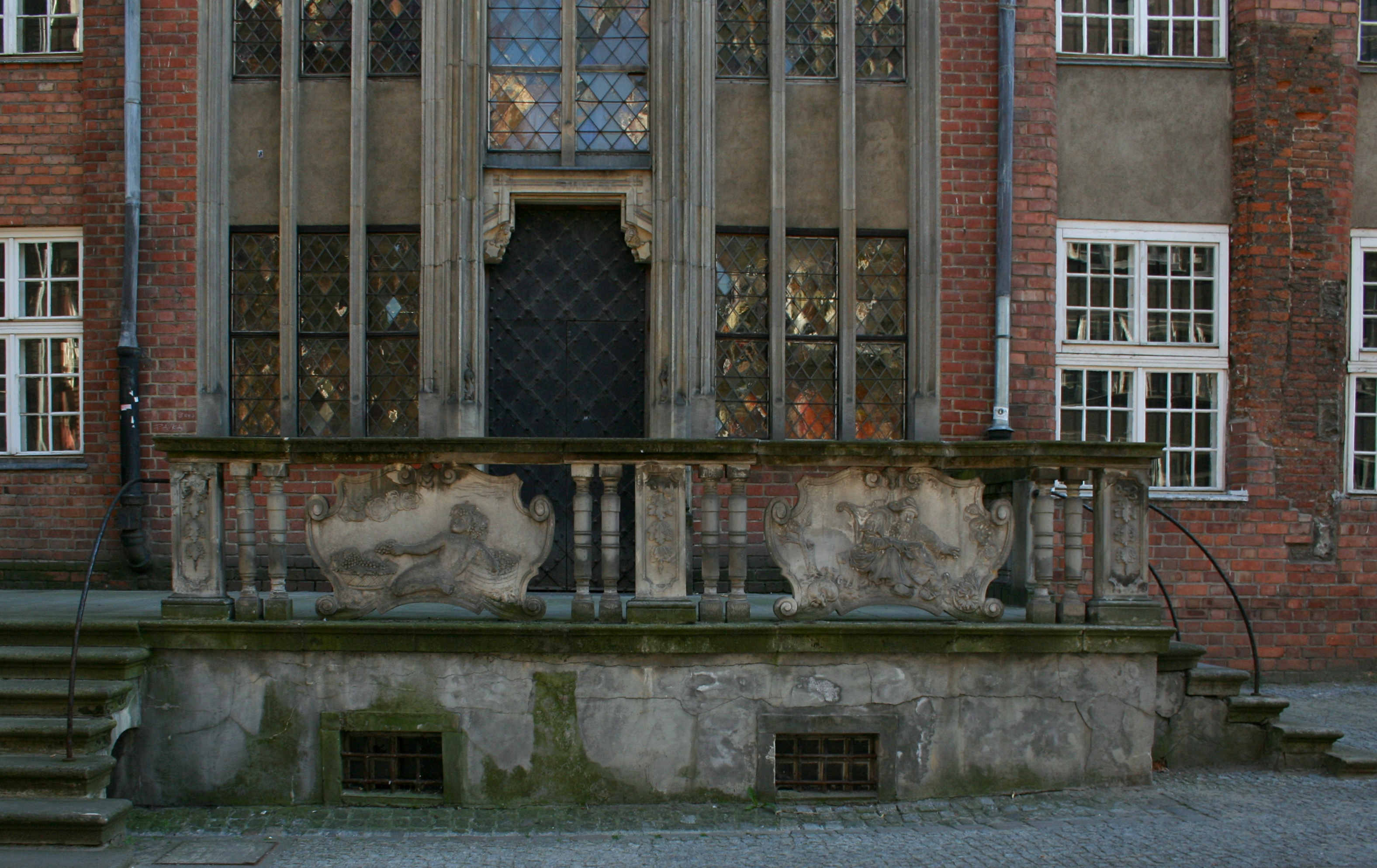
Eingang zum Schlieffhaus

Das Schlieffhaus, polnisch Dom Schlieffów, wurde 1520 im Stil der Backsteingotik an der Brotbänkengasse (heute übersetzt: ul. Chlebnicka 14) in der Rechtstadt von Danzig errichtet. Es soll das einzige gotische bürgerliche Haus in Danzig sein.

## Geschichte
Das siebengeschossige spätgotische Bauwerk der Backsteingotik wurde benannt nach der Familie Schlieff, die aus Kolberg kam und vom dortigen Bürgermeister Hans Schlief abstammte (Siehe auch Schlieffen (Adelsgeschlecht)). Die Familie konnte in Danzig ein großes Vermögen erwirtschaften und erwarb 1616 das Haus. Die Patrizierfamilie war verschiedentlich auch im Stadtrat vertreten.
Das dreiachsige Gebäude aus Backstein hat einen hohen Dachboden und wird durch eine gerade Zinnenbekrönung abgeschlossen. Die Werksteine der Fassade des Hauses sollen um 1360 in Venedig hergestellt worden sein für Teile eines Palastes in Nürnberg. Um 1480 transportierte man die spätgotische Fassade nach Danzig, wo sie dann in der Brodbänken Gasse bei diesem Patrizierhaus verwendet wurde.
Nach 1800 befand sich das Bauwerk in einem desolaten Zustand und drohte einzustürzen. Die Danziger Stadtverwaltung war nicht bereit, die Sanierung zu unterstützen. 1822 beschlossen die Hauseigentümer, die schöne Fassade nach einer gründlichen Bestandsaufnahme zu demontieren. Sie wurde an einen anonymen Käufer verkauft. Es stellte sich heraus, dass der Käufer das Hofmarschallamt des Königs von Preußen Friedrich Wilhelm III war. 287 nummerierte Fassaden-Elemente mit einem Gewicht von 3,7 Tonnen wurden auf einem Dreimaster-Schiff auf dem Wasserwege über die Ostsee und Oder nach Potsdam transportiert. Auf der Pfaueninsel in der Havel in Berlin-Wannsee entstand 1804 ein Kavaliershaus, bestehend aus einem dreigeschossigen Gebäudeteil und einem seitlichen viergeschossigen Turm. Nach Plänen des Architekten Karl Friedrich Schinkel wurde dieses Haus 1824/1825 um einen rechten Turm ergänzt, der dem Schlieffhaus entsprach. Die Fassade wurde dabei originalgetreu wieder verwendet. Das Kavaliershaus wird deshalb auch als Danziger Haus bezeichnet.
Beim Wiederaufbau von Danzig nach dem Zweiten Weltkrieg beschloss die Stadt, das Schlieffhaus mit einer rekonstruierten Fassade in der Straße Chlebnicka, der früheren Brotbänkengasse mit dem Brotbänkentor, wiederherzustellen. Dies erfolgte in den 1970er Jahren auf der Grundlage präziser Vermessungen am Original auf der Pfaueninsel.
Das Schlieffhaus wird heute als Wohnheim der Kunstakademie (Akademia Sztuk Pięknych) in Danzig genutzt und steht unter Denkmalschutz.
Die Sammlung von Büchern und Manuskripten von Valentin Schlieff befindet sich jetzt in der Bibliothek der regionalen, Danziger Abteilung der Polnischen Akademie der Wissenschaften.